# Jim McDaid

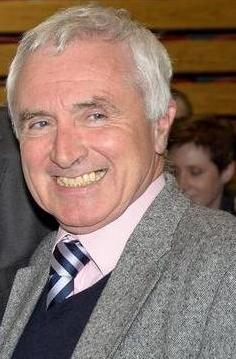
Jim McDaid

James „Jim“ McDaid (irisch Séamus Mac Daibhéad, * 3. Oktober 1949 in Termon, County Donegal) ist ein ehemaliger irischer Politiker der Fianna Fáil.

## Biografie
Nach dem Schulbesuch studierte er Medizin und war nach dem Abschluss als Medical Doctor (M.D.) als Arzt tätig.
Seine nationale politische Laufbahn begann er als Kandidat der Fianna Fáil 1989 mit der erstmaligen Wahl zum Abgeordneten (Teachta Dála) des Unterhauses (Dáil Éireann). In diesem vertrat er nach vier Wiederwahlen bis zum 2. November 2010 den Wahlkreis Donegal North East.
Nach dem Wahlerfolg der Fianna Fáil wurde er am 26. Juni 1997 von Premierminister (Taoiseach) Bertie Ahern zum Minister für Tourismus, Sport und Freizeit in dessen Kabinett berufen. Im Rahmen einer Kabinettsumbildung ernannte ihn Ahern am 18. Juni 2002 zum Staatsminister im Verkehrsministerium. Dies führte dazu, dass er aufgrund dieses Amtes als „Juniorminister“ aus dem Kabinett ausschied. Am 4. Oktober 2004 trat er von diesem Amt zurück.
Anfang November 2010 gab McDaid sein Parlamentsmandat auf und brachte die Regierung unter Brian Cowen damit in ernsthafte Schwierigkeiten, da sie für die Verabschiedung eines besonders umstrittenen Etats nun auf die Zustimmung zweier Unabhängiger angewiesen war.